# 亚历山大文本类型
在新约文本鉴别中，亚历山大的文本类型是主要的文本传统之一。它是现代大多数文本鉴别者所青睐的文本类型，也是大多数现代（1900年之后）圣经译本的基础。
超过5800份新约抄本按文本传统被分为四组：除了亚历山大文本传统，其他有西方文本传统、凯撒利亚文本传统和拜占庭文本传统。与这些较晚近的文本类型相比，亚历山大的文本较为生硬，词汇更少，在对观福音书中有更多的差异，并且文本被认为更晦涩。也就是说，后来的文士们倾向于润色经文，改善文本风格。在手工抄写圣经的过程中，偶尔会以章节的形式添加注释。从 9 世纪开始，大多数幸存的抄本都属于拜占庭文本类型。 
钦定本和其他宗教改革时期的圣经是从公认文本翻译而来的，这是由伊拉斯谟基于拜占庭文本的抄本编辑的希腊文本。 
1721年，理查德·本特利制定了一个项目，要基于《亚历山大抄本》编辑一个修订的希腊文本。 该项目由Karl Lachmann于 1850完成。 剑桥的学者威斯科特和芬顿·霍尔特于1881年发表了基于梵蒂冈抄本和西奈抄本的版本。由 Eberhard Nestle 和 Kurt Aland 编写的新约希腊文（现已出版至第28版）大体上遵循了威斯科特和芬顿·霍尔特的文本。

## 抄本
九世纪之前，希腊抄本完全用大写字母书写，被称为安色尔体 。在9世纪和10世纪，小写字取代了安色尔体。大多数希腊安色尔抄本在这一时期被重新复制，它们的羊皮纸通常被刮干净以备再次使用。因此，9 世纪之前的希腊新约抄本相对稀少，但有九份（占现存总数的一半以上）是属于亚历山大文本。其中包括最古老的近乎完整的新约手稿：梵蒂冈抄本和西奈抄本（据信都可以追溯到四世纪初）。
新约（某卷书或某几卷书）的莎草纸抄本可以追溯到更早的时期，其中可以辨识文本传统的抄本，例如二世纪到三世纪的{\displaystyle {\mathfrak {P}}}66和{\displaystyle {\mathfrak {P}}}75，也倾向于见证亚历山大文本。
最早的科普特圣经译本使用亚历山大文本作为希腊原文基础，而其他二、三世纪的译本（拉丁语和叙利亚语）则倾向于跟随西方文本传统。尽管绝大多数晚期的小写字母抄本跟随拜占庭文本，但仔细研究会发现，个别地方传承的是亚历山大文本。到目前为止，已经发现了大约 17 份这样的抄本，因此大约有30份幸存的抄本见证了亚历山大文本类型，但不是所有这些抄本都与埃及有关。尽管在埃及，亚历山大文本是最普遍的。
它被亚历山大的革里免、亚历山大的亚他那修和亚历山大的西里尔使用。

### 代表亚历山大文本传统的著名手稿列表
| 标记 | 名称                      | 时期        | 内容                             | 发现     |
| 𝔓45  | Chester Beatty I          | 第三世纪    | 福音、使徒行传的片段             | 1931年   |
| 𝔓46  | Chester Beatty II         | 200年左右   | 保罗书信                         | 1931年   |
| 𝔓47  | Chester Beatty III        | 第三世纪    | 启示录片段                       | 1931年   |
| 𝔓66  | Bodmer II                 | 200年左右   | 约翰福音                         | 1952年   |
| 𝔓72  | Bodmer VII/VIII           | 第三/四世纪 | 犹大书; 1-2 彼得                 | 1952年   |
| 𝔓75  | Bodmer XIV-XV             | 第三世纪    | 路加福音和约翰福音               | 1952年   |
| א    | 西奈抄本                  | 330-360     | 新约                             | 1844     |
| B    | 梵蒂冈抄本                | 325-350     | 马太福音 — 希伯来书 9, 14        | 16世纪？ |
| A    | 亚历山大抄本              | 400年左右   | （福音书除外）                   | 17世纪   |
| C    | Codex Ephraemi Rescriptus | 第五世纪    | （福音书除外）                   | 17世纪？ |
| Q    | Codex Guelferbytanus B    | 第五世纪    | 路加 - 约翰片段                  | 18世纪   |
| T    | Codex Borgianus           | 第五世纪    | 路加 - 约翰片段                  | 18世纪   |
| I    | Codex Freerianus          | 第五世纪    | 保罗书信                         | 1906年   |
| Z    | 都柏林抄本                | 第六世纪    | 马太福音片段                     | 1787     |
| L    | Codex Regius              | 第八世纪    | 福音书                           | 18世纪？ |
| W    | 华盛顿抄本                | 第五世纪    | 路加福音 1:1-8:12； J 5:12–21:25 | 1906年   |
| 057  | 大写本 057                | 第四/五世纪 | 使徒行传 3:5-6,10-12             | 20世纪？ |
| 0220 | 大写本 0220               | 第六世纪    | 新约（除启示录 )                 | 1950年   |
| 33   | 小写本 33                 | 第九世纪    | 罗马书                           | 18世纪？ |
| 81   | 小写本 81                 | 1044        | 使徒行传，保罗                   | 1853年   |
| 892  | 小写本 892                | 第九世纪    | 福音书                           | 1877年   |

### 其他抄本
纸莎草： {\displaystyle {\mathfrak {P}}}1 {\displaystyle {\mathfrak {P}}}4 {\displaystyle {\mathfrak {P}}}5 {\displaystyle {\mathfrak {P}}}6 {\displaystyle {\mathfrak {P}}}8 {\displaystyle {\mathfrak {P}}}9 {\displaystyle {\mathfrak {P}}}10 ， {\displaystyle {\mathfrak {P}}}11 ， {\displaystyle {\mathfrak {P}}}12 ， {\displaystyle {\mathfrak {P}}}13 ， {\displaystyle {\mathfrak {P}}}14 ， {\displaystyle {\mathfrak {P}}}15 ， {\displaystyle {\mathfrak {P}}}16 ， {\displaystyle {\mathfrak {P}}}17 ， {\displaystyle {\mathfrak {P}}}18 ， {\displaystyle {\mathfrak {P}}}19 ， {\displaystyle {\mathfrak {P}}}20 ， {\displaystyle {\mathfrak {P}}}22 ， {\displaystyle {\mathfrak {P}}}23 ， {\displaystyle {\mathfrak {P}}}24 ， {\displaystyle {\mathfrak {P}}}26 ， {\displaystyle {\mathfrak {P}}}27 ， {\displaystyle {\mathfrak {P}}}28 ， {\displaystyle {\mathfrak {P}}}29 ， {\displaystyle {\mathfrak {P}}}30 ， {\displaystyle {\mathfrak {P}}}31 ， {\displaystyle {\mathfrak {P}}}32 ， {\displaystyle {\mathfrak {P}}}33 ， {\displaystyle {\mathfrak {P}}}34 ， {\displaystyle {\mathfrak {P}}}35 ， {\displaystyle {\mathfrak {P}}}37 ， {\displaystyle {\mathfrak {P}}}39 ， {\displaystyle {\mathfrak {P}}}40 ， {\displaystyle {\mathfrak {P}}}43 ， {\displaystyle {\mathfrak {P}}}44 ， {\displaystyle {\mathfrak {P}}}49 ， {\displaystyle {\mathfrak {P}}}51 ， {\displaystyle {\mathfrak {P}}}53 ， {\displaystyle {\mathfrak {P}}}55 ， {\displaystyle {\mathfrak {P}}}56 ， {\displaystyle {\mathfrak {P}}}57 ， {\displaystyle {\mathfrak {P}}}61 ， {\displaystyle {\mathfrak {P}}}62 ， {\displaystyle {\mathfrak {P}}}64 ， {\displaystyle {\mathfrak {P}}}65 ， {\displaystyle {\mathfrak {P}}}70 ， {\displaystyle {\mathfrak {P}}}71 ， {\displaystyle {\mathfrak {P}}}74 ， {\displaystyle {\mathfrak {P}}}77 ， {\displaystyle {\mathfrak {P}}}78 ， {\displaystyle {\mathfrak {P}}}79 ， {\displaystyle {\mathfrak {P}}}80 （？）， {\displaystyle {\mathfrak {P}}}81 ， {\displaystyle {\mathfrak {P}}}82 ， {\displaystyle {\mathfrak {P}}}85 （？）， {\displaystyle {\mathfrak {P}}}86 ， {\displaystyle {\mathfrak {P}}}87 ， {\displaystyle {\mathfrak {P}}}90 ， {\displaystyle {\mathfrak {P}}}91 ， {\displaystyle {\mathfrak {P}}}92 ， {\displaystyle {\mathfrak {P}}}95 ， {\displaystyle {\mathfrak {P}}}100 ， {\displaystyle {\mathfrak {P}}}104 ， {\displaystyle {\mathfrak {P}}}106 ， {\displaystyle {\mathfrak {P}}}107, {\displaystyle {\mathfrak {P}}}108, {\displaystyle {\mathfrak {P}}}110, {\displaystyle {\mathfrak {P}}}111, {\displaystyle {\mathfrak {P}}}115, {\displaystyle {\mathfrak {P}}}122 .
大写本: Codex Coislinianus, Porphyrianus (无使徒行传，启示录), Dublinensis, Sangallensis (只有马可福音), Zacynthius, Athous Lavrensis (马可福音与使徒书信), Vaticanus 2061, 059, 068, 070, 071, 073, 076, 077, 081, 083, 085, 087, 088, 089, 091, 093 (无使徒行传), 094, 096, 098, 0101, 0102, 0108, 0111, 0114, 0129, 0142, 0155, 0156, 0162, 0167, 0172, 0173, 0175, 0181, 0183, 0184, 0185, 0189, 0201, 0204, 0205, 0207, 0223, 0225, 0232, 0234, 0240, 0243, 0244, 0245, 0247, 0254, 0270, 0271, 0274.
小写本： 20 ， 94 ， 104 （使徒书信）， 157 ， 164 ， 215 ， 241 ， 254 ， 256 （保罗书信）， 322 ， 323 ， 326 ， 376 ， 383 ， 442 ， 579 （无马太福音）， 614 ， 718 ， 850 ， 1006，1175，1241（无使徒行传），1243，1292（使徒书信），1342（马可福音），1506（保罗书信），1611， 1739 ，1841，1852，1908，2040， 2053 ， 2062 ，2298， 2344 （使徒书信， 启示录），2351， 2427 ， 2464 。 
根据目前的评论，抄本𝔓75和 B 是最好的亚历山大文本传统的见证，它们呈现了纯正的亚历山大文本。所有其他文本根据他们是否保留优秀的𝔓75 -B 文本进行分类。与主要的亚历山大文本一起包括𝔓66和奥利根的引文。次要文本见证包括手稿 C, L, 33 和盲人狄迪莫斯的著作。 

## 特点
所有文本类型的所有现存抄本至少有 85% 完全相同，并且大多数异读无法翻译到其他语言里，例如词序或拼写。与西方文本类型相比，亚历山大的文本往往较短，并且具有较低的扩展或改述倾向。一些代表亚历山大文本类型的抄本有后人所做的更正痕迹，以符合拜占庭文本传统（Papyrus 66、Codex Sinaiticus、Codex Ephraemi、Codex Regius 和 Codex Sangallensis）。 与拜占庭文本类型相比，亚历山大手稿倾向于：
- 有大量的生硬的表达，例如马可福音的短结尾。亚历山大文本的马可福音在 16:8 结束（“..... 因为他们害怕”），省略了马可福音 16:9-20 ；马太福音 16:2b-3 ，约翰福音 5:4；约翰福音 7:53-8:11 被抓淫妇的故事也不在亚历山大的文本中。
- 省略的经文：马太福音 12:47； 17:21；18:11；马可福音 9：44.46； 11:26； 15:28；路加福音 17:36；使徒行传 8:37； 15:34；24:7； 28:29。 [8]
- 在马太福音 15:6 中省略了 η την μητερα (αυτου)（或（他的）母亲）：א BD cop sa ； [9]
- 在标记10：7省略短语και προσκολληθησεται προς την γυναικα αυτου（与他的妻子联合），在西奈抄本，梵蒂冈抄本，Athous Lavrensis, 892, <b id="mwAas">ℓ48</b>, syr<sup id="mwAa4">s</sup>, goth。 [10]
- 马可福音 10:37 αριστερων（左）代替 ευωνυμων（左），短语 εξ αριστερων (B Δ 892 vl ) 或 σου εξ αριστερων (L Ψ 892*)； [11]
- 在路加福音 11:4 短语 αλλα ρυσαι ημας απο του πονηρου（救我们脱离邪恶）被省略了。遗漏得到以下抄本的支持：Sinaiticus, B, L, f 1, 700, vg, syr s, cop sa, bo, arm, geo。 [12]
- 在路加9：55-56它只有στραφεις δε επετιμησεν αυτοις（但他转向斥责它们）𝔓45 𝔓75 א B C L W X Δ Ξ Ψ 28 33 565 892 1009 1010 1071 Byzpt Lect
- 在对观福音书之间有更多变化，如在路加版主禱文（路11：2），亚历山大文本以“父亲.....”开始，而拜占庭文本（同太6：9)则是 “我们在天上的父”；
- 有更高比例的“困难”文本，如马太福音 24:36，亚历山大文本中写到“但那日子、那时辰，没有人知道，连天上的使者也不知道，子也不知道，惟独父知道”；而拜占庭文本省略了短语“子也不知道”，从而避免暗示耶稣缺乏完全的神圣预知。另一个困难的文本：路加福音 4:44。

以上比较是大致的趋势，而不是有着连贯模式的差异。西方文本传统在路加福音中的许多段落中也有短文本。此外，拜占庭文本的许多抄本显示了对观福音之间的差异，这些差异在西方文本或亚历山大文本中都没有发现，如在拜占庭文本中将耶稣的最后一句话由亚兰语翻译成希腊语，在马可福音 15:34 中读作“Eloi，Eloi..”，但马太福音 27:46 中的文本为“Eli，Eli..”。

## 进一步阅读
- - Bruce M. Metzger & Bart D. Ehrman, The Text of the New Testament: Its Transmission, Corruption and Restoration, Oxford University Press, 2005, pp. 277–278.
  - Bruce M. Metzger, A Textual Commentary on the Greek New Testament: A Companion Volume to the United Bible Societies' Greek New Testament, 1994, United Bible Societies, London & New York, pp. 5*, 15*.
  - Carlo Maria Martini, La Parola di Dio Alle Origini della Chiesa （页面存档备份，存于）, (Rome: Bibl. Inst. Pr. 1980), pp. 153–180.
  - Gordon D. Fee, P75, P66, and Origen: The Myth of Early Textual Recension in Alexandria （页面存档备份，存于）, in: Studies in the Theory and Method of New Testament Textual Criticism, vol. 45, Wm. Eerdmans 1993, pp. 247–273.